# Apanteles eupolis
Apanteles eupolis är en stekelart som beskrevs av Nixon 1965. Apanteles eupolis ingår i släktet Apanteles och familjen bracksteklar. Inga underarter finns listade i Catalogue of Life.